# Masa wyciskowa

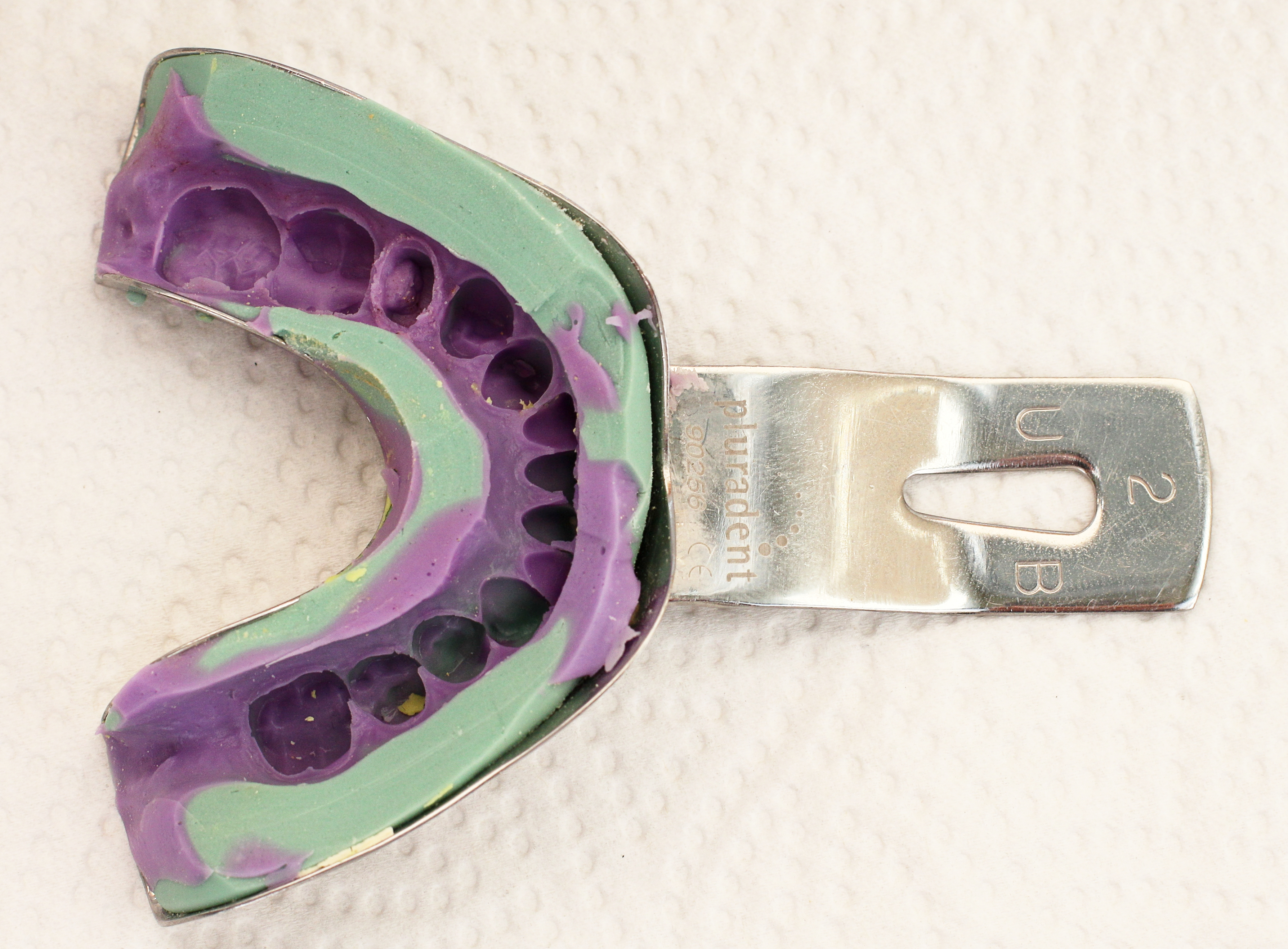
Wycisk stomatologiczny w łyżce wyciskowej

Wycisk – odbitka pola protetycznego, umożliwiająca odwzorowanie tkanek, na których będzie się opierało i utrzymywało dane uzupełnienie protetyczne.
Do celów praktycznych, wyciski można podzielić na dwie grupy:
- anatomiczne – odtwarzające stan tkanek podłoża protetycznego w spoczynku,
- czynnościowe – dzięki którym uzyskuje się odbicie dynamicznej sytuacji, jaka powstaje w miękkich tkankach podłoża podczas żucia, połykania, mowy, śmiechu itp.[1]